# Choose or Die
Choose or Die (inicialmente intitulado CURS>R) (bra: Escolha ou Morra; prt: Escolhe ou Morre) é um filme britânico de terror e suspense de 2022, dirigido por Toby Meakins em sua estreia como diretor. É estrelado por Iola Evans, Asa Butterfield, Robert Englund e Eddie Marsan. Foi lançado em 15 de abril de 2022 pela Netflix.

## Enredo
Hal, um homem casado com uma família problemática e colecionador de jogos retrô, recebe uma cópia de um jogo de computador de ficção interativa chamado CURS>R. Ele instala o jogo pensando que é apenas uma aventura de texto dos anos 1980. Porém, quando os objetos ao seu redor começam a interagir com o jogo, Hal percebe que é algo muito mais sinistro. A situação piora até que sua esposa, Laura, comete um ato terrível, cortando a língua do filho deles, Gabe.
Três meses depois, Kayla, uma estudante universitária, trabalha como faxineira para pagar seus estudos. Ela fornece equipamentos tecnológicos, novos e antigos, para seu amigo geek Isaac, que a ajuda a aprender programação para melhorar suas habilidades nas aulas. Enquanto isso, sua mãe, Thea, luta contra o vício em drogas após a morte do filho Ricky. Além disso, Thea sofre abuso psicológico e sexual de Lance, seu cobrador de aluguel, que a manipula fornecendo drogas e a forçando à prostituição para evitar a expulsão do apartamento.
Um dia, depois do trabalho, Kayla visita Isaac e encontra o jogo CURS>R no apartamento dele, junto com um número de telefone que oferece um prêmio de US$ 125.000. Curiosa, ela liga para o número e ouve uma mensagem gravada do Diretor do Terror, dizendo que ela precisa terminar o jogo e inserir um código no final para ganhar o dinheiro. Tentada pela oferta, Kayla aceita o desafio, acreditando que será fácil, e combina com Isaac de dividir o prêmio. Naquela noite, ela começa a jogar em um café e percebe que o jogo pode interferir na realidade — o nível termina de forma horrível, com uma garçonete comendo cacos de vidro e morrendo. No dia seguinte, assustada, Kayla tenta parar o jogo destruindo a fita. Ela conta a Isaac o que aconteceu, mas ele tem dificuldade em acreditar na história.
Durante um turno noturno de trabalho, Kayla recebe uma ligação desesperada de sua mãe pedindo ajuda. Ela descobre que o jogo CURS>R conseguiu se espalhar pela internet e está perseguindo-a, forçando-a a escolher como salvar sua mãe de um rato gigante. No entanto, Thea cai da janela de seu quarto, fica gravemente ferida e é levada ao hospital. Mais tarde, naquela noite, Kayla vai até o apartamento de Isaac, e juntos eles tentam desvendar o mistério por trás do jogo. Eles percebem que há uma espécie de código embutido nos sons do CURS>R, em uma língua desconhecida, e teorizam que é isso que permite ao jogo interagir com o mundo real. Durante a madrugada, os dois conseguem sobreviver aos desafios impostos pelo jogo, incluindo quando ele explora o trauma de Kayla pela morte de seu irmão, que se afogou em uma piscina pública. Hackeando o número do prêmio, eles descobrem que ele leva a um depósito onde o jogo foi criado. Lá, encontram gravações do processo de desenvolvimento do CURS>R e descobrem que o criador, Beck, encontrou uma maldição em símbolos antigos e os inseriu no jogo. Ele fez isso para explorar o sofrimento dos jogadores e obter benefícios. Quando finalmente decifram o código necessário, o jogo prende Isaac e força Kayla a fazer uma escolha para salvá-lo, mas acaba matando-o.
O jogo ordena que Kayla "derrote o chefe" e fornece coordenadas que a levam até a casa de Hal, agora um homem cruel que tortura Laura e Gabe. Hal revela que nunca terminou o jogo e, após dois níveis, ele prometeu deixá-los em paz se ele fizesse mais cópias. O jogo então ordena que Kayla e Hal lutem, mas com uma reviravolta: a dor que um sente é transferida para o outro. Uma luta começa, e Hal acaba sendo afogado, enquanto Kayla sobrevive por pouco. Como vencedora, Kayla recebe o prêmio do jogo, que lhe dá controle total sobre a maldição. Usando esse poder, ela mata Lance, o que cura tanto ela quanto sua mãe. No final, é revelado que o prédio onde Kayla trabalhava pertence a Beck, o criador do jogo. Ele a questiona sobre quem será o próximo a sofrer. Kayla responde que apenas aqueles que realmente merecem.

## Elenco
- Iola Evans como Kayla, uma universitária que abandona os estudos e trabalha como faxineira de janelas, sendo atraída para o mundo sombrio do CURS>R[4]
- Asa Butterfield como Isaac, amigo de Kayla
- Robert Englund como uma versão ficcional de si mesmo, que é o "Diretor do Terror" do CURS>R
- Angela Griffin como Thea, mãe de Kayla
- Ryan Gage como Lance, um proprietário que vitimiza Thea com drogas, prostituição e graves abusos psicológicos/sexuais
- Eddie Marsan como Hal
- Kate Fleetwood como Laura
- Pete MacHale como Gabe
- Kaylenn Aires Fonseca como Ricky
- Ioanna Kimbook como Grace
- Joe Bolland como Beck

## Produção
O filme foi originalmente baseado em uma minissérie planejada para a plataforma de dispositivos móveis Quibi, que nunca foi realizada. O design do jogo faz referência à cultura dos jogos eletrônicos dos anos 1980 e é apresentado como um retrogame.
Em junho de 2021, foi anunciado que Asa Butterfield, Iola Evans e Eddie Marsan fariam parte do elenco do filme.
As filmagens ocorreram em Londres e foram concluídas em abril de 2021.
Em 30 de março de 2022, foi divulgado que Liam Howlett, da banda The Prodigy, seria responsável pela trilha sonora do filme.

## Lançamento
A Netflix adquiriu os direitos de distribuição mundial do filme em julho de 2021.

## Recepção
No site agregador de críticas Rotten Tomatoes, 30% das 43 avaliações dos críticos foram positivas, com uma média de 5,0/10. O consenso do site diz: "Sinais de uma promessa assustadora são ofuscados por uma história excessivamente focada em franquias em Choose or Die, resultando em um filme frustrantemente esquecível." O Metacritic, que utiliza uma média ponderada, deu ao filme uma pontuação de 43/100, com base em 13 críticas, indicando avaliações "mistas ou médias".
Benjamin Lee, do The Guardian, deu ao filme duas estrelas de cinco e escreveu: "É um filme destinado a viver seus dias na categoria 'pode ser que você goste'."
Josh Bell, do Comic Book Resources, deu uma avaliação negativa ao filme, chamando-o de "um filme de terror moderno descartável e esquecível, que falta a criatividade e engenhosidade de suas inspirações baseadas em texto." Brian Tallerico, do RogerEbert.com, deu uma estrela e meia e escreveu: "Choose or Die frequentemente dá a impressão de que está se inventando enquanto avança." Adam Graham, do The Detroit News, deu ao filme uma nota "D" e o chamou de "um exercício de terror barato que é esquecido antes mesmo dos créditos finais."
Jude Dry, do IndieWire, deu ao filme uma nota B+. Ryan Leston, do IGN, deu uma avaliação mista e escreveu: "Mas por trás dessa visão aterrorizante dos anos 80, não há muito mais do que um filme de terror comum. Os sustos logo são substituídos por uma trama confusa que não sabe muito bem o que está fazendo, sustentada por reviravoltas obscuras que só fariam sentido em uma aventura de texto retrô de baixo orçamento. Asa Butterfield entrega uma atuação sólida ao lado de Evans, mas há pouco que ambos possam fazer para salvar Choose or Die. Fim de jogo, cara. Fim de jogo."
Dennis Harvey, da Variety, deu uma avaliação negativa ao filme e escreveu: "Mesmo o menor filme de longa-metragem é uma grande empreitada logística, então é meio difícil entender como tão pouco esforço parece ter sido colocado em Choose or Die."
O Lexikon des internationalen Films avaliou: "Um filme de terror adolescente como uma homenagem à cultura dos games e ao cinema de gênero dos anos 1980, que tem dificuldade em desenvolver uma história sólida a partir de sua premissa. No entanto, como uma representação grotesca e fantástica do estado de uma adolescente, cuja vida não oferece perspectivas, mas apenas a escolha entre o pior e o ainda pior, o filme tem, mesmo assim, um poder sugestivo." Peter Osteried, do Kinofans.com, escreveu que a premissa do filme é melhor do que o resultado final. Ele afirma que: "não é grande, mas é um bom filme de terror, que usa alguns elementos conhecidos, mas que de vez em quando traz uma ou outra ideia original. No geral, uma boa opção para quem gosta do gênero."